# Machado de Assis
Joaquim Maria Machado de Assis (Rio de Janeiro, 21 de juny de 1839 - ibídem, 29 de setembre de 1908) fou un escriptor brasiler. Considerat el pare del realisme al Brasil, va escriure obres memorables, com Memórias Póstumas de Brás Cubas, Dom Casmurro, Quincas Borba i diversos contes, entre els quals destaca el conte llarg (o novel·la breu) O alienista, que tracta el tema de la bogeria. També va escriure poesia i va ser un crític literari actiu, així com un dels creadors de la crònica al Brasil. Va fundar l'Acadèmia Brasilera de Lletres. Fou conegut com el Bruixo de Cosme Velho.

## Biografia
Fill del mulat Francisco José de Assis, descendent d'esclaus lliberts, i de Maria Leopoldina Machado, una bugadera portuguesa de les illes Açores, Machado de Assis va passar la infància a la casa de camp de la viuda d'un senador de l'Imperi, a Ladeira Nova do Livramento, on la seva família treballava. De salut fràgil, epilèptic i tartamut, se saben poques coses de la seva infantesa i de la primera joventut. Aviat quedà orfe de mare i també perdé la germana petita. No freqüentà l'escola regular; però el 1851, quan morí el seu pare, la seva madrastra Maria Inés, que llavors vivia al barri carioca de São Cristóvão, començà a treballar en un col·legi de la zona, i Machadinho, com li deien, es feu venedor de dolços. Al col·legi tingué contacte amb professors i alumnes, i és probable que anés a les classes quan no treballava.
Fins i tot sense tenir accés a les classes regulars, es va entossudir a aprendre i, encara molt jove, es va convertir en un dels intel·lectuals més importants del país. Hi ha proves que a São Cristóvão va conèixer una senyora francesa, propietària d'una fleca, el forner de la qual li va donar les primeres lliçons de francès, que parlava amb fluïdesa. Fins i tot va arribar a traduir, en la seva joventut, la novel·la Els treballadors del mar, de Victor Hugo. També va aprendre anglès i va traduir poemes com El corb, d'Edgar Allan Poe. Posteriorment va estudiar alemany, sempre de forma autodidacta.
D'orígens humils, Machado de Assis va iniciar la seva carrera treballant en diaris i a la Imprensa Nacional de Rio de Janeiro, on va establir contacte amb el conegut escriptor Joaquim Manuel de Macedo. El 1855, als quinze anys, es va estrenar en la literatura, amb la publicació del poema "Ela" en la revista Marmota Fluminense. Va continuar col·laborant intensament en diaris com a cronista, comediant i crític literari, i va assolir respecte com a intel·lectual fins i tot abans de convertir-se en un gran novel·lista. Machado va conquerir l'admiració i l'amistat del novel·lista José de Alencar, principal escriptor de l'època.

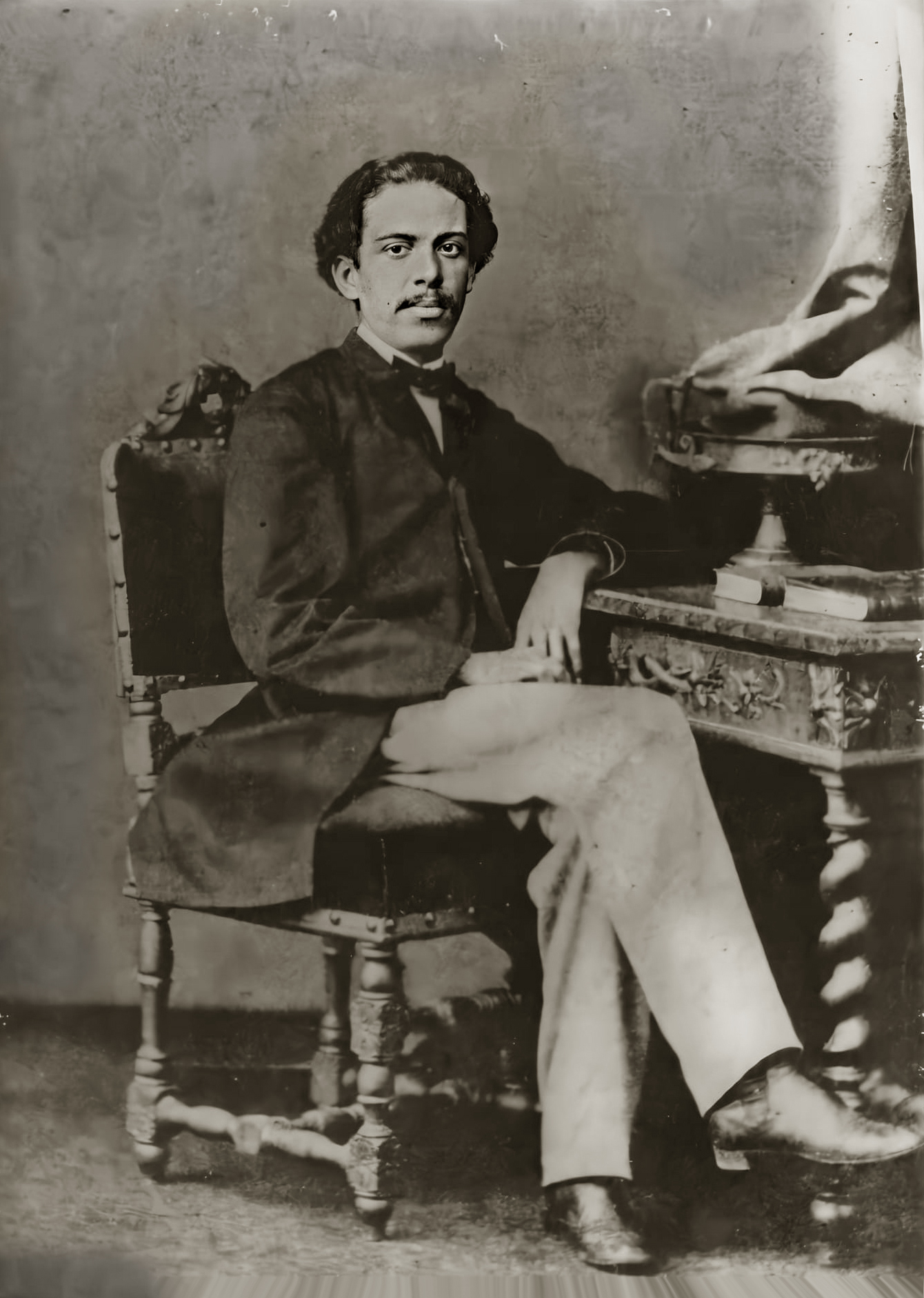
1864

El 1864 va publicar el primer llibre, la col·lecció de poemes Crisálidas. El 1869 va casar-se amb la portuguesa Carolina Xavier de Novaes, germana del poeta Faustino Xavier de Novaes i quatre anys més gran que ell. El 1873 va ingressar al Ministeri d'Agricultura, Comerç i Obres Públiques com a primer oficial. Posteriorment ascendiria en la carrera funcionarial i es jubilaria en el càrrec de director.
Com que es va poder dedicar amb més comoditat a la carrera literària, va escriure una sèrie de llibres enquadrats en el Romanticisme. És l'anomenada primera fase de la seva carrera, en la qual destaquen les obres següents: Ressurreição (1872), A Mão e a Luva (1874), Helena (1876), i Iaiá Garcia (1878), així com les recopilacions de contes Contos de Rio de Janeiro (1870), Histórias da Meia Noite (1873), les col·leccions de poemes Crisálidas (1864), Falenas (1870), Americanas (1875), i les obres teatrals Os Deuses de Casaca (1866), O Protocolo (1863), Queda que as mulheres têm para os tolos (1861) i Quase Ministro (1864).
El 1881 va abandonar definitivament el romanticisme de la primera fase de la seva obra i va publicar Memòries pòstumes de Brás Cubas que marca l'inici del realisme al Brasil. El llibre, extremadament atrevit, està narrat per un difunt, i comença amb una dedicatòria inusitada: «Al cuc que primer va rosegar les fredes carns del meu cadàver dedico amb un viu record aquestes memòries pòstumes». Tant Brás Cubas com les altres obres de la seva segona fase van molt més enllà dels límits del realisme, malgrat que normalment es classifiquen en aquest moviment. Machado, com tots els autors genials, escapa dels límits de totes les escoles i crea una obra única. En aquesta segona fase, les característiques principals de les seves obres són la introspecció, l'humor i el pessimisme en relació amb l'essència de l'home i la seva relació amb el món. Les obres principals són: Memórias Póstumas de Brás Cubas (1881), Quincas Borba (1892), Dom Casmurro (1900), Esaú e Jacó (1904), Memorial de Aires (1908), i les recopilacions de contes Papéis Avulsos (1882), Várias Histórias (1896), Páginas Recolhidas (1906), Relíquias da Casa Velha (1906) i el llibre de poemes Ocidentais.
El 1904 va morir Carolina Xavier de Novaes, i Machado de Assis va escriure un dels seus millors poemes, A Carolina, en homenatge a la seva parella. Solitari i trist després de la mort de la seva dona, Machado de Assis va morir el 29 de setembre de 1908, en la seva vella casa del barri carioca de Cosme Velho. Les oracions del seu funeral van ser pronunciades per l'acadèmic Ruy Barbosa. Després de la seva mort, la Academia Brasileira va passar a dir-se Casa de Machado de Assis. Els crítics han dit de Machado que era un “urbanita, aristòcrata, cosmopolita, reservat i cínic”, i l'acusen d'haver ignorat algunes qüestions socials com la independència del Brasil o l'abolició de l'esclavitud. Mai va fer referència al nacionalisme i ambientava totes les seves històries a Rio de Janeiro, com si no existís cap altre lloc. Però la varietat de personatges que va crear demostra la seva capacitat per a l'observació psicològica i la seva actitud cínica amb la vida. L'humor pessimista i la complexitat de pensament, a més de la desconfiança que manifesta cap a la raó, fan que s'allunyi dels seus contemporanis i que sigui tan difícil de classificar dins un únic corrent literari.
L'any 1975, la Comissió Machado de Assis, constituïda pel Ministeri d'Educació i Cultura, va estructurar i publicar les edicions crítiques de les seves obres. Els seus treballs han estat constantment revisats, publicats i traduïts i se n'han fet adaptacions pel cinema i la televisió.

## Obra
L'obra de Machado es podria definir en dues etapes, separades per l'obra cabdal de la seva vida, Memòries pòstumes de Brás Cubas. Si en les obres prèvies trobem ja aquest desencantament pessimista de les virtuts de l'home, és a partir d'aquesta que l'autor troba la manera de despullar els seus personatges, a partir de la tècnica del distanciament, aprofundint més en la visió externa del narrador, incisiva però propera a les seves criatures de ficció. Quan el novel·lista assumeix plenament el focus narratiu en el que és el seu llibre cabdal, el que fa és delegar en el difunt Brâs Cubas, emmirallament del mateix Machado, la feina d'exhibir com a ciutadà igual a qualsevol altre, però amb la desimboltura de qui ja no tem res, les mesquineses i les mentides socials que estructuren la història dels homes. Aquesta obra representa una revolució ideològica i formal, ja que aprofundeix en el menyspreu a les idealitzacions romàntiques i acaba amb el mite del narrador omniscient que tot ho veu i tot ho jutja, deixant emergir la consciència nua de l'individu, dèbil i incoherent.

1904

En un primera fase de l'autor, podem destacar obres d'estil romàntic, com A mâo e a luva o Iaiá García, on corporifica el seu problema personal en personatges femenins, mentre defensa l'ambició i la recerca d'un canvi de classe social encara que sigui a partir de sacrificis personals i afectius. La moral idealista que presideix aquestes obres no amaga, però, l'èmfasi per retratar situacions en què triomfa el càlcul i l'elecció freda de l'esperit. Aquestes dues obres van ser cabdals per la història de la literatura brasilera, ja que van subratllar la importància del paper social en la formació del jo. Després de les novel·les juvenils, Machado va seguir en aquesta línia d'anàlisi de les màscares que l'home es posa de manera conscient amb tanta convicció que se les acaba creient. Aquesta primera part de la seva producció literària, a més, té lloc dins l'època de més intensitat del Romanticisme brasiler i l'autor rep influències d'altres escriptors i amics seus, com José de Alencar.
El salt qualitatiu que suposa Memòries pòstumes de Brâs Cubas ja es comença a intuir en alguns textos que l'autor escriu entre 1878 i 1880, com ara l'anomenat "anti-conte" Un câo de lata ao rabo, el diàleg Filosofia de um par de botas (on retrata de manera burlesca els ambients i les classes en la capital de l'Imperi), o l'Elogio da vaidade (embrió de la psicologia que explorarà després amb les Memòries). En definitiva, la transició d'una fase a l'altra s'entén encara millor quan es llegeixen alguns poemes de les Ocidentais, com Uma criatura, Mundo interior, Círculo vicioso i O Espelho, parnassians per la seva sobrietat en el to i per la preferència per les formes fixes.
L'esperit amb el qual Machado s'apropa als temes en les seves obres de maduresa és el d'estar en constant alerta perquè ni el sentimentalisme ni la idealització romàntica s'interposin entre el creador-narrador i els personatges. I és aquesta època de maduresa la més creativa de Machado de Assis, i dins la qual publica les seves obres més importants; en novel·la, Memòries pòstumes de Brâs Cubas, en la qual el narrador-protagonista simula que escriu després d'haver mort, i en el gènere del conte, el recull Papéis Avulsos.

### Estil i temes

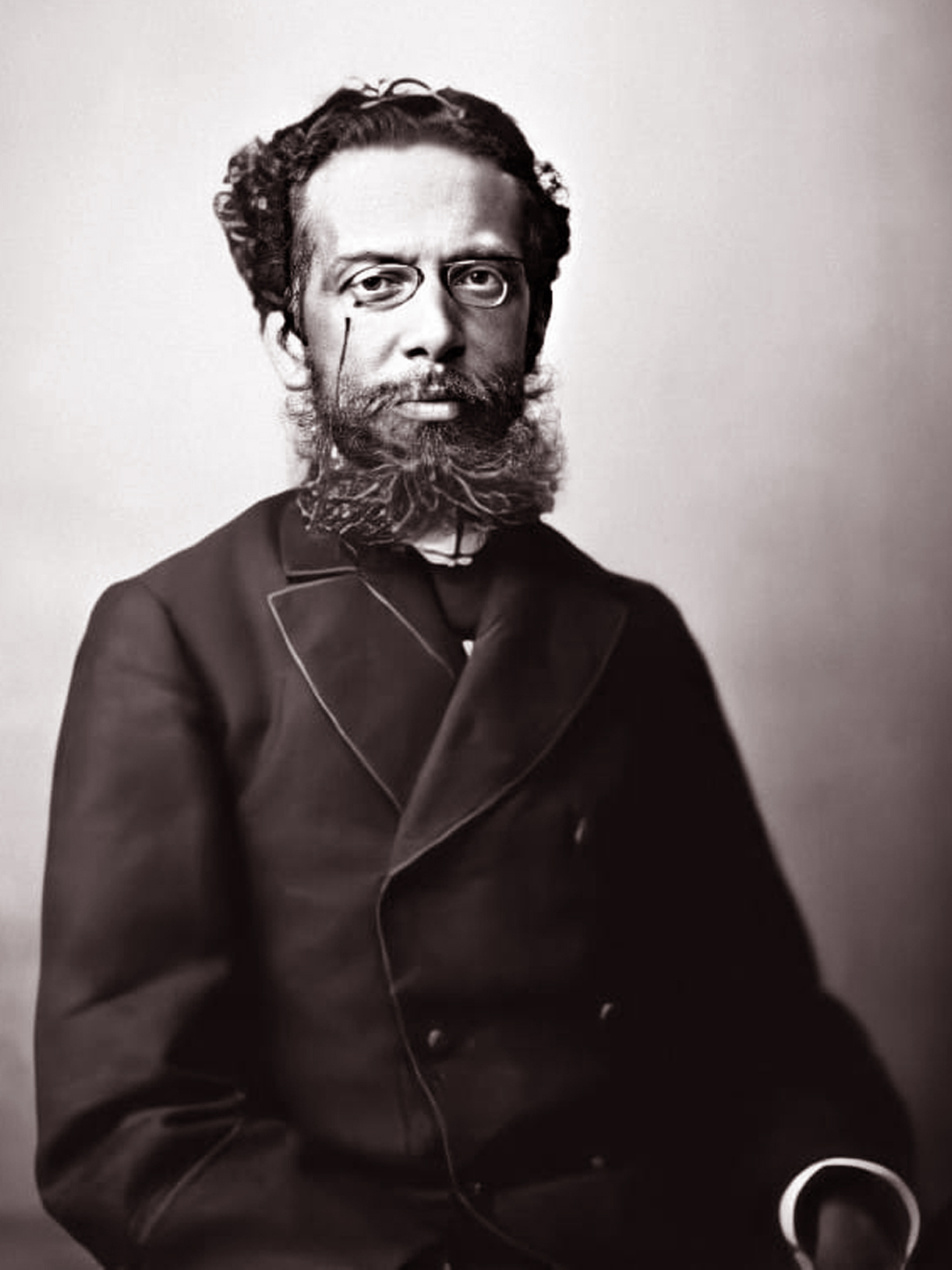
1890

Machado de Assis ja va obtenir èxit i reconeixement en vida. Tot i haver rebut crítiques en la seva joventut pel seu punt de vista crític i incisiu i pels seus orígens de classe humil, amb el temps va esdevenir un autor consagrat. El Machado jove s'indignava com a cronista liberal, davant les mancances d'una política obsoleta, però el seu sentiment de lluita i la seva personalitat de joventut, radical davant qualsevol convencionalisme, durant els anys de maduresa es va anar afeblint i va acabar acceptant com una condició invariable de l'ésser humà, la mesquinesa i l'egoisme, mantenint així i tot la crítica constant i punyent com a columna vertebradora de la seva vida, de les seves opinions i de la seva literatura. Machado tenyeix aquesta negativitat amb un llenguatge ambigu, per reflectir problemes de classe o de raça, malalties mentals o dolors crònics, potser perquè el mateix autor patia d'una salut fràgil, de tartamudesa, i epilèpsia. Això va ser determinant pel seu caràcter tímid i introvertit i per l'estil de la seva obra, on hi podem observar clarament la progressió lenta i gradual des de la rebel·lió de la sang jove, passant després per l'acomodació del treballador i descansant finalment en la seguretat de l'acadèmic que gaudeix del reconeixement i es troba en una posició privilegiada.
La seva obra literària sempre s'ha caracteritzat a grans trets per estar dotada d'humor, ironia, realisme detallista, ambivalències, sensualitat amagada, reiteracions, estranyesa en alguns dels seus passatges o i fins i tot un cert estoïcisme per la manera de perdonar les febleses humanes (en una de les seves obres inventa un personatge estoic, el conseller Aries). Però l'estil de Machado es pot prendre no tant com un pessimisme sistemàtic, sinó més aviat com un sentit d'absoluta relativització, pel qual si res és absolut, tampoc res mereix odi ni amor. El remei contra l'oposició metafísica de l'escepticisme, és la moral de la indiferència. La narrativa de Machado sempre presenta una perfecció formal indiscutible i alhora una profunditat i una universalitat que fan difícil catalogar-lo o incloure'l dins una única escola o corrent artístic.
En algunes obres utilitza el punt de vista narratiu de l'estil indirecte lliure com a reflex formal d'aquesta creença que la realitat és un artifici i que el llenguatge n'és el mediador. D'aquesta manera ofereix una visió subjectiva pel que fa al lèxic i al punt de vista, però amb una objectivació externa a partir de l'ús gramatical de la tercera persona. També qüestiona les bases del Realisme, del positivisme o historicisme científic, i de la creença que la ciència és l'única veritat.
La seva obra es pot rellegir en diferents claus segons l'època, ja que posseeix molts punts d'intertextualitat que es poden utilitzar per a diferents interpretacions.
Novel·la
- Ressurreição, 1872
- A mão e a luva, 1874
- Helena, 1876
- Iaiá Garcia, 1878
- Memórias Póstumas de Brás Cubas, 1881
- Quincas Borba, 1891[63]
- Dom Casmurro, 1899[64]
- Esaú e Jacó, 1904
- Memorial de Aires, 1908

Poesia
- Crisálidas, 1864
- Falenas, 1870
- Americanas, 1875
- Ocidentais, 1901
- Poesias completas, 1901

Contes
- Contos fluminenses, 1870[65]
- Histórias da meia-noite, 1873
- Papéis avulsos, 1882
- O alienista, 1882
- Histórias sem data, 1884
- Várias histórias, 1896
- Páginas recolhidas, 1899
- Relíquias da casa velha, 1906

Teatre
- Hoje avental, amanhã luva, 1860
- Queda que as mulheres têm para os tolos, 1861
- Desencantos, 1861
- O caminho da porta, 1863
- O protocolo, 1863
- Quase ministro, 1864
- Os deuses de casaca, 1866
- Tu, só tu, puro amor, 1880
- Não consultes médico, 1896
- Lição de botânica, 1906

Obra Traduïda
Novel·la
- Memòries Pòstumes de Brás Cubas (Quaderns Crema, 2001)
- El Senyor Casmurro (Quaderns Crema, 1998)

Contes
- L'alienista (Quaderns Crema, 1996)

## Heroi de la Pàtria
En virtut de la Llei Federal núm. 13.558, de 2017, el Congrés Nacional del Brasil va decretar la inscripció de l'escriptor en el Llibre dels Herois i Heroïnes de la Pàtria, un memorial cenotàfic situat a l'interior del Panteó de la Pàtria i de la Llibertat Tancredo Neves de Brasília, creat per honorar la memòria de les persones que millor van servir en la construcció i defensa del país.

## Bibliografia

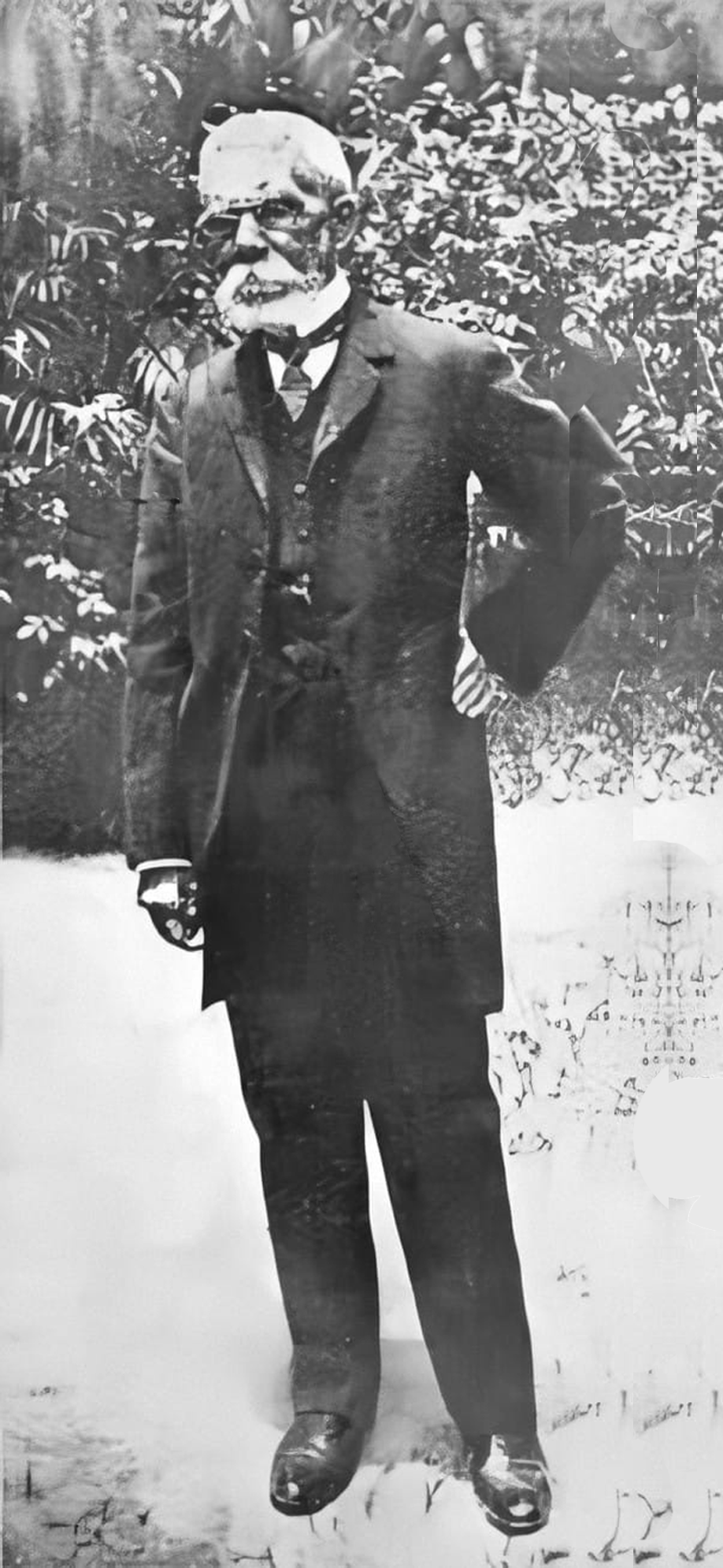
1908